# St Asaph
St Asaph (wal. Llanelwy) – miasto (city) w Wielkiej Brytanii, w Walii w hrabstwie Denbighshire.
Pierwsze ślady osadnictwa w pobliżu miasta pochodzą z czasów paleolitu; na stanowisku archeologicznym Pontnewydd Cave odkryto szczękę datowaną na 225 tys. lat.
W mieście znajduje się średniowieczna katedra. Pomimo jej posiadania miasto przez długi czas nie otrzymało statusu city (obecność katedry była zwykle kryterium nadania tytułu). Nastąpiło to jednak w 2012 roku z okazji diamentowego jubileuszu Elżbiety II.